# ژاک شیراک
ژاک رنه شیراک (به فرانسوی: Jacques René Chirac) (زاده ۲۹ نوامبر ۱۹۳۲ در پاریس – درگذشته ۲۶ سپتامبر ۲۰۱۹ در پاریس) سیاست‌مدار راست میانه فرانسوی بود که از ۱۷ مه ۱۹۹۵ تا ۱۶ مه ۲۰۰۷ مقام رئیس‌جمهور فرانسه را عهده داشت.
وی از سال ۱۹۷۴ تا ۱۹۷۶ و از ۱۹۸۶ تا ۱۹۸۸ نخست‌وزیر فرانسه (شیراک تنها کسی است که در جمهوری پنجم فرانسه دو بار به پست نخست‌وزیری رسیده‌است) و از ۱۹۷۷ تا ۱۹۹۵ شهردار پاریس بوده‌است. ژاک شیراک در روز ۱۱ مارس ۲۰۰۷ اعلام کرد که در رقابت برای رسیدن به سومین دوره ریاست‌جمهوری شرکت نخواهد کرد. نیمه شب ۱۶ مه ۲۰۰۷ وی سمت خود را به نیکلا سارکوزی واگذار کرد. شیراک در آن انتخابات از سارکوزی پشتیبانی کرده بود.
ژاک شیراک در ۲۶ سپتامبر ۲۰۱۹ پس از یک دوره طولانی بیماری بر اثر عفونت شش در سن ۸۶ سالگی درگذشت.

## زندگی سیاسی

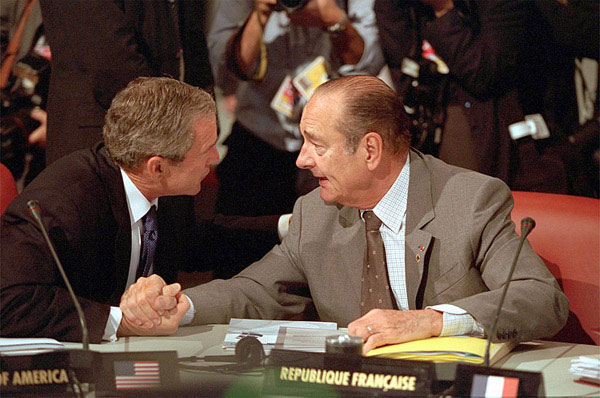
ژاک رنه شیراک در کنار جرج بوش

### ورود به سیاست
ژاک شیراک در ۱۵ مارس ۱۹۵۰ (میلادی) برای «فراخوان استکهلم»، توماری علیه گسترش جنگ‌افزارهای هسته‌ای، امضا جمع می‌کرد. پس از گرفتن مدرک دیپلم، تلاش کرد دریانورد شود. اما پدرش (که کمی اقتدارگرا بود) می‌خواست که ژاک، مهندس شود.
ژاک در همان سال ۱۹۵۰ (میلادی) در مؤسسه مطالعات سیاسی پاریس (سیانس پو) ثبت نام کرد. او در هنگام تحصیل در مؤسسه مطالعات سیاسی پاریس عضو حزب‌های گوناگونی شد. برای مدت کوتاهی به حزب کمونیست فرانسه گرایش پیدا کرد و روزنامه «اومانیته» را می‌فروخت. او دلیل گرایش خود به کمونیسم را آرمان‌های صلح‌جویانه آن می‌داند.
ژاک شیراک در تابستان ۱۹۵۳ (میلادی) به ایالات متحده آمریکا سفر کرد. او در این سفر با فرهنگ و هنر آمریکا آشنا شد. در بازگشت به پاریس، با دختری به نام برنادت، که او نیز دانشجوی مؤسسه مطالعات سیاسی پاریس بود نامزد کرد و در سال ۱۹۵۶، بار دیگر برخلاف نظر خانواده‌اش، با برنادت ازدواج کرد. پس از ازدواج، از مارس ۱۹۵۶ تا ژوئن ۱۹۵۷ در حالی که دانشجوی مدرسه ملی اداری فرانسه بود در جنگ الجزایر شرکت کرد و در آن جنگ زخمی شد.

### کار در دولت
ژاک شیراک پس از بازگشت به فرانسه و پایان تحصیلات، مدتی در مؤسسه مطالعات سیاسی پاریس به تدریس پرداخت. در ژوئن ۱۹۶۲ برای نخستین بار وارد کارهای دولتی شد. او در آغاز در دفتر مدیرکل دولت کار کرد و چند ماه بعد، در هنگام ریاست‌جمهوری شارل دو گل به دفتر ژرژ پمپیدو، نخست‌وزیر فرانسه راه یافت. ژرژ پمپیدو، شیراک را «بولدوزر» می‌نامید. در ۱۹۶۵، به شورای شهر یکی از شهرستان‌های فرانسه انتخاب شد. دو سال بعد در ۱۹۶۷ (میلادی) از سوی ژرژ پمپیدو به سمت وزیر مشاور در امور کار منصوب شد و به هیئت دولت فرانسه راه یافت. با این سمت، راه ژاک شیراک برای تصدی وزارت‌های گوناگون فراهم شد.

### نخست‌وزیری
در سال ۱۹۷۴ (میلادی) با درگذشت ژرژ پمپیدو در مقام رئیس‌جمهور فرانسه، انتخابات زودهنگام برگزار شد. در این انتخابات، ژاک شیراک به رهبر حزب خود پشت کرد و با پشتیباتی از والری ژیسکار دستن نقش تعیین‌کننده‌ای در پیروزی او داشت. با پیروزی ژیسکار دستن، ژاک شیراک به نخست‌وزیری فرانسه رسید. در ژوئن ۱۹۷۴ محمدرضا پهلوی برای سفری رسمی سه روزه به فرانسه رفت و شیراک در کاخ نخست‌وزیری با او و فرح پهلوی دیدار کرد.
اما همکاری والری ژیسکار دستن با ژاک شیراک به خاطر مناقشه‌های بین‌المللی و مشکلات اقتصادی داخلی فرانسه، عمر زیادی نداشت و ژاک شیراک در ژوئن ۱۹۷۶ از نخست‌وزیری فرانسه کنار رفت. والری ژیسکار دستن در یک گفتگوی تلویزیونی او را به ناتوانی در حل مشکلات متهم کرد.

### نمایندگی مجلس
پس از کناره‌گیری از نخست‌وزیری، ژاک شیراک در انتخابات میان‌دوره‌ای مجلس فرانسه در سال ۱۹۷۶ (میلادی) شرکت کرد و به آسانی به نمایندگی مجلس رسید. او در همان سال ۱۹۷۶ با پشتیبانی «گلیست‌ها» (پیروان سیاسی شارل دو گل) حزب راست‌میانه تجمع برای جمهوری را بنیان گذاشت و خودش ریاست آن را بر عهده گرفت؛ به این ترتیب، او رهبر نه همه مخالفان، بلکه مخالفان هم‌کیش رئیس‌جمهور (والری ژیسکار دستن) شد.

### رقابت با میتران
ژاک شیراک در مارس ۱۹۷۷ به شهرداری پاریس رسید و این سمت را برای هجده سال و تا رسیدن به ریاست‌جمهوری در ۱۹۹۵ (میلادی) حفظ کرد. البته او در این مدت، دو بار، در سال‌های ۱۹۸۱ و ۱۹۸۸ تلاش کرد به ریاست‌جمهور فرانسه برسد. اما در آن هنگام، سوسیالیست‌های فرانسه، یکه‌تاز عرصه سیاست فرانسه بود. در راس آنها فرانسوا میتران رهبر حزب سوسیالیست (فرانسه)، به دلیل دارا بودن شخصیتی کاریزماتیک، جایی برای دیگر رقیبان، نگذاشته بود. ژاک شیراک در ۱۹۸۱ در همان مرحله نخست انتخابات، حذف شد. اما با این وجود به کابینه دولت میتران وارد شد و برای بار دوم به نخست‌وزیری رسید. بار دوم در ۱۹۸۸ به دور دوم انتخابات راه یافت اما نتیجه را به میتران واگذار کرد.

### ریاست‌جمهوری
در سال ۱۹۹۵ با پایان دو دوره ریاست‌جمهوری پیاپی فرانسوا میتران، ژاک شیراک بار دیگر در انتخابات شرکت کرد و به پیروزی رسید. او که در جوانی برای منع گسترش جنگ‌افزار اتمی امضا جمع می‌کرد در دوران ریاست‌جمهوری خود، دستور چند آزمایش هسته‌ای را صادر کرد. در دوره ریاست‌جمهوری ژاک شیراک، فرانسه وارد حوزه پولی یورو شد. همچنین برای نخستین بار یک رئیس‌جمهور فرانسه، مسئولیت این کشور را در اخراج یهودیان در زمان جنگ جهانی دوم بر عهده گرفت. یکی از مهم‌ترین اصلاحات سیاسی او به عنوان رئیس‌جمهور، کاهش دوره ریاست‌جمهوری فرانسه از ۷ سال به ۵ سال بود.
در سال ۱۹۹۷ (میلادی) به دنبال شکست‌های سیاسی حزب خود (تجمع برای جمهوری) دستور انحلال مجلس فرانسه را صادر کرد. این کار شیراک، راه قدرت گرفتن حزب چپگرای او را در انتخابات پارلمانی باز کرد و لیونل ژوسپن از حزب سوسیالیست به نخست‌وزیری رسید.
ژاک شیراک در آویل ۲۰۰۵ با دعوت از رئیس‌جمهور ایران، با محمد خاتمی در کاخ الیزه دیدار کرد.
در انتخابات ریاست‌جمهوری سال ۲۰۰۲ (میلادی) سوسیالیست‌ها و دیگر احزاب چپ، با این که شیراک را نماینده همه آرمان‌های خود نمی‌دانستند اما از بیم قدرت گرفتن ملی‌گرایان افراطی به رهبری ژان-ماری لو پن، از شیراک پشتیبانی کردند و او با به دست آوردن بیش از ۸۲ درصد آرا در مرحله دوم انتخابات پیروز شد. شکست راست افراطی در آن انتخابات، چنان برای برخی از هواداران این حزب سخت بود که در ۱۴ ژوئیه ۲۰۰۲ یکی از هواداران راست افراطی تلاش کرد که شیراک را در جریان رژه روز ملی فرانسه ترور کند. از دیگر تلاش‌های موفق او در دور دوم، طرحی برای درمان سرطان و کاهش تلفات جاده‌ای هستند.

### جنگ عراق
در سال ۲۰۰۲ (میلادی) زمانی که جرج دابلیو بوش موضوع جنگ عراق را در سازمان ملل متحد مطرح کرد شیراک سخت به مخالفت با او برخاست و این موضع‌گیری، توجه عموم را بیشتر به او جلب کرد. شیراک در این راستا با گرهارد شرودر صدراعظم آن هنگام آلمان و ولادیمیر پوتین رئیس‌جمهور روسیه، یک ائتلاف ضدجنگ تشکیل داد. خودداری از همراهی با آمریکا و بریتانیا در حمله به عراق و رای منفی فرانسه در شورای امنیت سازمان ملل متحد به نماد استقلال رأی فرانسه در عرصه بین‌المللی تبدیل شد.
چند روز پس از مرگ شیراک، سر ریچارد دیرلاو رئیس پیشین سرویس اطلاعات مخفی (ام‌آی۶) ادعا کرد شیراک برای اتخاذ چنین مواضعی، از صدام حسین ۵ میلیون دلار رشوه دریافت کرده بود. به گفتهٔ دیرلاو پول‌ها به صورت نقد و با چمدان به شیراک منتقل شدند. دیرلاو گفته‌است که سرویس‌های اطلاعاتی آمریکا و بریتانیا شواهد قوی در دست دارند که شیراک پول‌هایی که از صدام می‌گرفته را صرف مبارزات انتخاباتی‌اش می‌کرده‌است.

### بیماری
در سال ۲۰۰۵ (میلادی) همزمان با شورش‌های اجتماعی حومه پاریس، ژاک شیراک دچار سکته مغزی شد. اما پس از چند روز از بیمارستان مرخص شد. با این حال، شیراک در دو سال پایانی ریاست‌جمهوری، از هر دو نظر جسمی و سیاسی، از همیشه ضعیف‌تر شد و به جای او، نیکولا سارکوزی در جایگاه وزارت کشور فرانسه زمام کار را در دولت فرانسه و حزب تجمع برای جمهوری به دست گرفت.

## پس از ریاست‌جمهوری

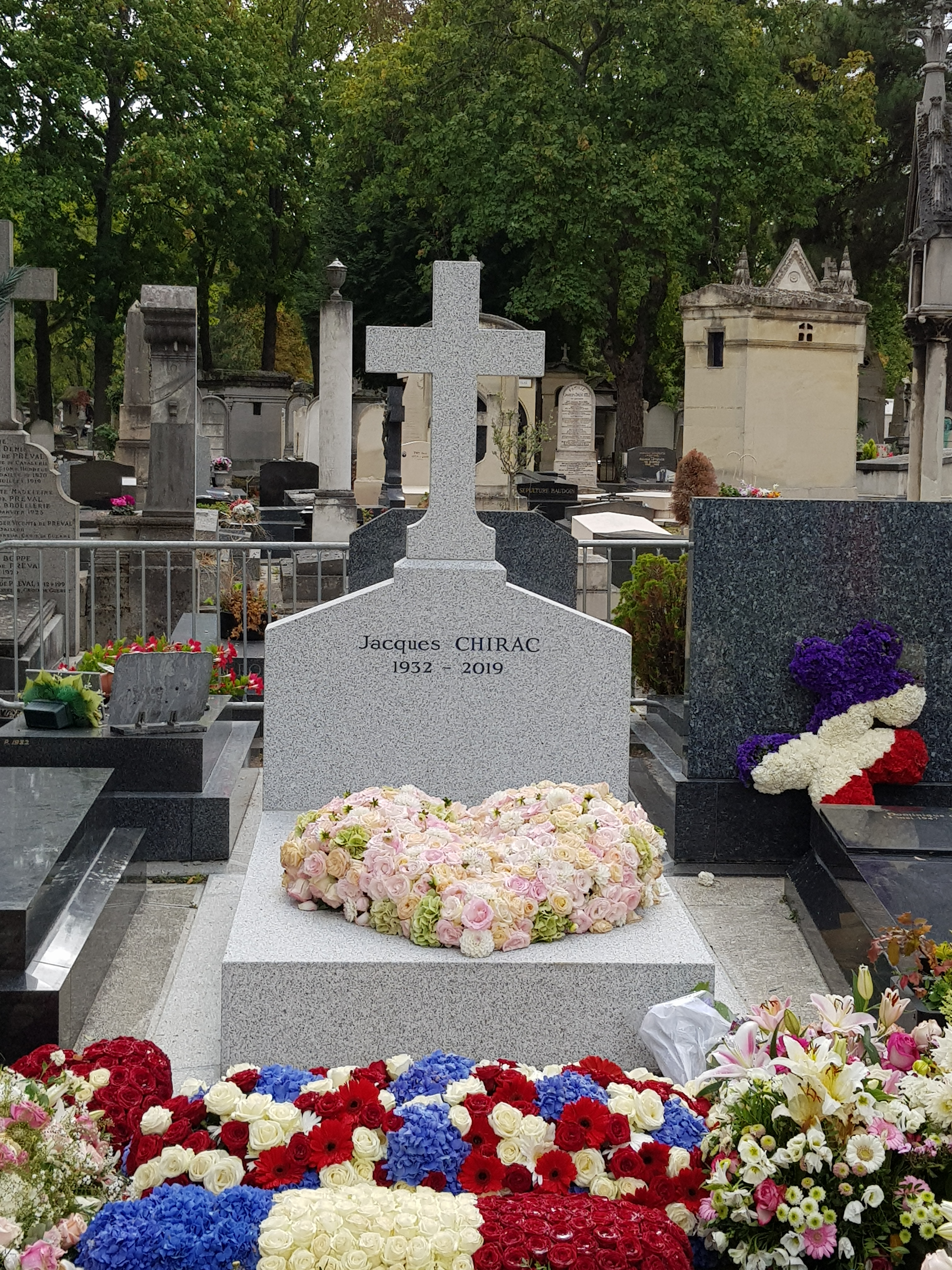
آرامگاه ژاک شیراک در گورستان مونپارناس

ژاک شیراک در انتخابات سال ۲۰۰۷ از نیکولا سارکوزی پشتیبانی نکرد. اما همسرش برنادت شیراک، چنین کرد.
پس از ریاست‌جمهوری، ژاک شیراک نخستین «رئیس‌جمهور پیشین» فرانسه شد که به اتهام ایجاد شغل‌های صوری در زمان شهرداری پاریس، تحت تعقیب قضائی قرار گرفت.
همچنین در این سال‌ها به دلیل بیماری آلزایمر در گردهمایی‌های همگانی دیده نمی‌شد. دختر بزرگ ژاک شیراک به نام «لورانس» در سال ۲۰۱۶ (میلادی) به دلیل افسردگی درگذشت. وضعیت جسمی شیراک در سال‌های آخر تا جایی بد بود که بارها در بیمارستان بستری شد و شایعاتی نیز مبنی بر درگذشت او منتشر می‌شد.

## سمت‌ها
- وزیر کشور فرانسه (۲۷ فوریه ۱۹۷۴ – ۲۸ مه ۱۹۷۴)
- ۱۵۵امین نخست‌وزیر فرانسه (۲۷ مه ۱۹۷۴ – ۲۶ اوت ۱۹۷۶)
- ۱۵۹امین نخست‌وزیر فرانسه (۲۰ مارس ۱۹۸۶ – ۱۰ مه ۱۹۸۸)
- شهردار پاریس (۲۰ مارس ۱۹۷۷ – ۱۶ مه ۱۹۹۵)

## سینما
از فیلم‌ها یا برنامه‌های تلویزیونی که وی در آن نقش داشته‌است می‌توان به تاکسی ۲ اشاره کرد.

## نشان‌ها
ژاک شیراک برنده جوایزی همچون لژیون دونور (صلیب بزرگ) و جایزه ایگ‌نوبل شده‌است.